# Битва при Фермопилах (1941)
Битва при Фермопилах (1941 г.) — битва, состоявшаяся с 24 по 25 апреля 1941 года между войсками союзников и вермахта при Фермопилах во время Греческой операции Второй мировой войны.

## Предыстория
После отступления союзных войск с горных перевалов на Олимпе и Сервии силы Британского Содружества начали создавать оборонительные позиции на прибрежном перевале в Фермопилах. 2-й пехотной дивизии новозеландской армии под командованием генерал-лейтенанта Бернарда Фрейберга было поручено защищать перевал, а части 6-й австралийской пехотной дивизии под командованием генерал-майора Ивена Маккея защищали деревню Браллос.
В новозеландском секторе 5-я бригада была развернута в предгорьях вдоль прибрежной дороги к югу от Ламии, недалеко от реки Сперхиос, прикрывая мосты по дороге на Ларису. 4-я бригада располагалась на правом фланге, где установила патрули берегового наблюдения, а 6-я бригада находилась в резерве.  Австралийские силы, защищавшие Браллос, состояли преимущественно из двух батальонов 19-й бригады под командованием бригадного генерала Джорджа Вэсея: 2/4 и 2/8 батальонов. 19 апреля к ним присоединились 2/1 и 2/5 батальоны из 16-й и 17-й бригад, которые также были переданы под командование Вэсея. Рано утром 20 апреля 2/11-й батальон, третий батальон входящий в состав 19-й бригады, также прибыл в Браллос.
Фрейберг и Маккей информировали своих подчинённых, что вывода войск больше не будет, но оба не знали о обсуждениях на более высоком уровне по поводу эвакуации.
21 апреля немецкая воздушная разведка сообщила, что линии обороны включают лишь лёгкие полевые укрепления, находящиеся на начальной стадии строительства, а британские войска эвакуируются с острова Саламин.
Утром 23 апреля корпусу АНЗАК было приказано отступить. Было решено, что Фермопилы и Браллос всё же будет удерживать арьергард в составе двух бригад. 6-я новозеландская бригада под командованием бригадного генерала Гарольда Барроуклафа и 19-я австралийская бригада должны были удерживать перевалы как можно дольше, позволяя другим подразделениям эвакуироваться. Вэсей сказал: «Мы, чёрт возьми, здесь и здесь [Фермопилы и Браллос], чёрт возьми, останемся». Майор бригады Вэсея А. Т. Дж. «Дин» Белл интерпретировал это как означающее, что бригада «будет удерживать свои нынешние оборонительные позиции во что бы то ни стало» до тех пор, пока не будет завершена эвакуация.

## Ход битвы
24 апреля в 11:30 немецкая боевая группа на базе 6-й горнопехотной дивизии под командованием генерал-майора Фердинанда Шёрнера начала атаку, встретив ожесточённое сопротивление. В атаку также вступила ещё одна боевая группа из состава 5-й танковой дивизии.
Рано днём немецкие бронетанковые войска подверглись артиллерийскому обстрелу возле Ламии, который смог обстрелять перевал с нескольких легко укреплённых позиций. Два танка танковой дивизии позже попытались прорвать позиции 25-го батальона, но были уничтожены дальнобойными полевыми орудиями.
Позже в тот же день 4 немецких танка и некоторое количество пехотинцев, перевезённых на грузовиках, попытались занять позицию перед 6-й бригадой перед позицией 25-го батальона и после некоторого первоначального замешательства был отбит 2-фунтовыми и 25-фунтовыми полевыми орудиями.
Закончив задержку, арьергард начал уничтожать то оборудование и полевые орудия, которые они не могли перевезти, и отступил к другой оборонительной позиции в Фивах. Последние машины союзников были эвакуированы к 24:00, а немцы не смогли взять Фермопилы ещё 3 часа, пока не возглавили формальную атаку на освободившуюся позицию. Удерживая позиции указанное время, войска союзников уничтожили 15-16 немецких танков и нанесли значительные потери.

## Последствия

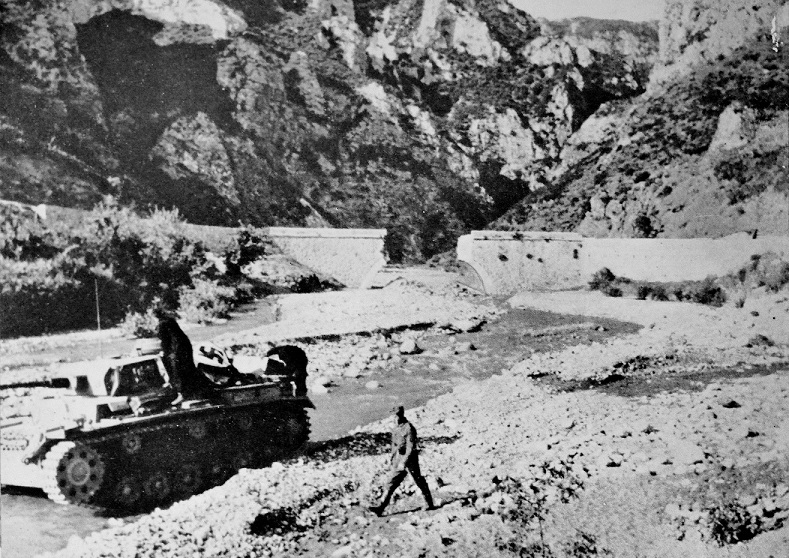
Немецкие войска в Фермопилах после битвы

После битвы Маккей сказал: «Я думал, что мы продержимся около двух недель и проиграем численно».
Немцы продолжили свой марш по Греции и в конечном итоге оккупировали её.
Отсутствие оставшейся на Албанском фронте греческой армии в битве в таком важном для национальной психики месте, как Фермопилы, вызвало споры в Греции, поскольку генерал Георгиос Цолакоглу, командующий силами на Албанском фронте уже капитулировал за день до начала этой битвы. После войны Арис Велучиотис — ветеран Балканской кампании и лидер Народно-освободительной армии Греции — утверждал, что этот факт навсегда останется «позором» для греческой армии, не принявшей участия в битве.